# 1984年サラエボオリンピックのバイアスロン競技
1984年サラエボオリンピックのバイアスロン競技（1984ねんサラエボオリンピックのバイアスロンきょうぎ）はサラエヴォの南西約10kmのイグマン山ヴェリコ・ポリェ（Veliko Polje）地区で男子のみ3種目が実施された。

## 競技結果

### 男子10kmスプリント
- 1984年2月14日

| 順位 | 国・地域     | 氏名                       | タイム（ミスショット） |
| ---- | ------------ | -------------------------- | ---------------------- |
| 金   | ノルウェー   | アイリック・クヴァルフォス | 30分53秒8（2）         |
| 銀   | 西ドイツ     | ペーター・アンゲラー       | 31分02秒4（1）         |
| 銅   | 東ドイツ     | マティアス・ヤコブ         | 31分10秒5（0）         |
| 4    | ノルウェー   | シェル・ソーバック         | 31分19秒7（1）         |
| 5    | ソビエト連邦 | アルマンタス・シャルナ     | 31分20秒8（2）         |
| 6    | フランス     | イヴォン・ムジェル         | 31分32秒9（2）         |
| 7    | 東ドイツ     | フランク＝ペーター・ローチ | 31分49秒8（2）         |
| 8    | 西ドイツ     | フリッツ・フィッシャー     | 32分04秒7（2）         |
| 30   | 日本         | 木下正市                   | 34分12秒2（1）         |
| 43   | 日本         | 村瀬義信                   | 35分35秒9（3）         |
| 47   | 日本         | 山瀬功                     | 35分57秒0（4）         |

### 男子20km
- 1984年2月11日

| 順位 | 国・地域     | 氏名                       | タイム（ミスショット） |
| ---- | ------------ | -------------------------- | ---------------------- |
| 金   | 西ドイツ     | ペーター・アンゲラー       | 1時間11分52秒7（2）    |
| 銀   | 東ドイツ     | フランク＝ペーター・ローチ | 1時間13分21秒4（3）    |
| 銅   | ノルウェー   | アイリック・クヴァルフォス | 1時間14分02秒4（5）    |
| 4    | フランス     | イヴォン・ムジェル         | 1時間14分53秒1（4）    |
| 5    | 東ドイツ     | フランク・ウルリッヒ       | 1時間14分53秒7（3）    |
| 6    | ノルウェー   | ロルフ・ストーシュヴェーン | 1時間15分23秒9（4）    |
| 7    | 西ドイツ     | フリッツ・フィッシャー     | 1時間15分49秒7（4）    |
| 8    | スウェーデン | レイフ・アンデション       | 1時間16分19秒3（3）    |
| 38   | 日本         | 村瀬義信                   | 1時間23分39秒1（6）    |
| 39   | 日本         | 木下正市                   | 1時間23分49秒8（7）    |
| 42   | 日本         | 山瀬功                     | 1時間25分09秒6（7）    |

### 男子4x7.5kmリレー
- 1984年2月17日

| 順位 | 国・地域     | 氏名                                                                                    | タイム（ミスショット） |
| ---- | ------------ | --------------------------------------------------------------------------------------- | ---------------------- |
| 金   | ソビエト連邦 | ディミトリ・ヴァシリエフ ユーリ・カチカロフ アルマンタス・シャルナ セルゲイ・ブリジン   | 1時間38分51秒7（2）    |
| 銀   | ノルウェー   | オッド・リルス アイリック・クヴァルフォス ロルフ・ストーシュヴェーン シェル・ソーバック | 1時間39分03秒9（2）    |
| 銅   | 西ドイツ     | エルンスト・ライター ヴァルター・ピヒラー ペーター・アンゲラー フリッツ・フィッシャー   | 1時間15分49秒7（4）    |
| 15   | 日本         | 木下正市 出口弘之 村瀬義信 山瀬功                                                       | 1時間51分43秒10（1）   |